# Анонімайзер
Анонімайзер (англ. anonymizer) — інструмент, призначений для того, щоб за допомогою віддаленого проксі-сервера зробити активність в інтернеті невідстежуваною. По суті, це комп'ютерний проксі-сервіс, який виступає в ролі посередника і захисного екрана між комп'ютером клієнта і рештою Інтернету. Ця служба отримує доступ до Інтернету від імені користувача, таким чином захищаючи особисту інформацію користувача, приховуючи ідентифікаційну інформацію з комп'ютера клієнта.
Хоча анонімайзери є корисним інструментом для захисту конфіденційності, важливо розуміти, що вони не можуть повністю захистити користувача і можуть бути зламані досвідченими крекерами; крім того, їх використання може бути заборонено в деяких країнах, як-от в Росії.

## Опис
Використання анонімайзерів починається від забезпечення конфіденційності інформації про користувача до надання доступу до заборонених в локальній мережі вебсайтів.
Необхідно відзначити, що використання анонімайзера не тільки не забезпечує конфіденційність переданих даних між користувачем і цільовим вебсервером, але і є додатковою ланкою можливості витоку персональної інформації. Не рекомендується при роботі через анонімайзер використовувати значимі облікові записи, так як вони можуть бути легко скомпрометовані на сервері-анонімайзері[джерело?].
За необхідності використовувати анонімайзер рекомендується обирати ті, що вже зарекомендували себе як надійні і працюють вже протягом декількох років. Також необхідно відзначити, що станом на 01.05.2015 користувачам Рунета активно пропонуються плагіни-анонімайзери для основних існуючих браузерів. Абсолютно безкоштовно. Практично, користувач сам себе здає, використовуючи ці плагіни. Враховуючи, що більшість запитів при наявності бажання уряду перехоплюються через список IP-адрес анонімайзерів, які не особливо ховаються, можна провести моніторинг, обробку статистики та інші прийоми обробки інформації, та за сприяння місцевих провайдерів дуже легко визначити місцезнаходження — за MAC-адресами, які можна змінити тільки при наявності спецапаратури або старих мережевих або материнських плат з цією можливістю. Новіші варіанти зв'язку відстежуються з такою ж легкістю. Кращим простим варіантом поки є «НТТРЅ://ddd.ddd.ddd.ddd», що теж відстежується, але не читається.
Коли користувачі анонімізують свою персональну електронну ідентифікаційну інформацію, це може включати:
- Мінімізацію ризиків;
- Табу електронних комунікацій;
- Попередження крадіжки особистих даних;
- Захист історії пошуку;
- Уникання правових і / або соціальних наслідків[1].

У сфері бізнесу користувачі використовують анонімну електронну ідентифікацію.
У сучасних популярних браузерах (Google Chrome, Mozilla Firefox, Opera, EDGE, Safari) використовується режим інкогніто. Режим інкогніто змушує вебоглядач «забувати» мережеві дії користувача — ніколи не зберігати історію відвіданих сайтів, не запам'ятовувати введені дані, не відображати імена завантажених файлів.
Режим інкогніто не підміняє IP-адресу і не забезпечує анонімності в Інтернеті. З його допомогою неможливо потрапити на заблоковані вебресурси та неможливо убезпечити конфіденційні дані при передачі мережею. Крім того, створені закладки та файли, які завантажені в приватному вікні браузера, залишаються на жорсткому диску.